# Portret van de landschapsschilder Frederik Sødring
Portret van de landschapsschilder Frederik Sødring (Deens: Portræt af landskabsmaleren Frederik Sødring) is een olieverfschilderij van de Deense kunstschilder Christen Købke uit 1832. Het wordt beschouwd als een van de belangrijkste werken uit de Deense Gouden Eeuw. Het portret bevindt zich in de collectie van de Hirschsprungske Samling te Kopenhagen.

## Context
Portret van de landschapsschilder Frederik Sødring werd volgens een opschrift op de achterzijde van het werk, geschilderd op 26 mei 1832, de dag waarop Købke tweeëntwintig jaar werd. Vijf dagen later schonk hij het aan Sødring als cadeau voor diens drieëntwintigste verjaardag. Købke en Sødring waren boezemvrienden en deelden op dat moment een studio op een bovenwoning aan de Toldbodvej, de huidige Esplanade, nabij de citadel. Beiden hadden kort daarvoor hun studies afgerond aan de Koninklijke Deense Kunstacademie. Sødring had zich daarbij vooral op de landschapsschilderkunst gericht, met Johan Christian Clausen Dahl als leermeester. Købke studeerde onder Christoffer Wilhelm Eckersberg, van wie hij onder andere leerde hoe hij in portretten gebruik kon maken van licht en ruimte om het gevoel van aanwezigheid te versterken. Deze techniek weerspiegelt zich bij uitstek in diens Portret van de landschapsschilder Frederik Sødring.

## Afbeelding
Købke portretteert Frederik Sødring in een ontspannen houding, een beetje slungelig achteruit geleund in een kleine leunstoel. Op zijn linkerarm rust zijn palet, zijn rechterhand houdt een spatel vast. De eerste indruk is dat hij onderbroken wordt bij zijn werk aan de schildersezel, die te zien is in de spiegel boven hem. Er rust een jeugdige blos op zijn wangen, een glimlach op zijn gezicht. Daarbij draagt hij een brokaten vest met zwarte kraag over een licht gestreept hemd en lijkt bijna te netjes gekleed voor het schilderwerk. Bij nadere beschouwing lijkt het daarmee eerder dat hij verwikkeld is in een informele conversatie met zijn vriend Købke en dat hij er voor de pose maar even ook zijn schildersattributen bij gepakt heeft.
Intrigerend is de aandacht die Købke besteedt aan de achtergrond: de directe omgeving van de geportretteerde. Tegen lichte panelen deuren met een opvallende messing klink, zijn diverse attributen geposteerd die de interesses van beide vrienden representeren, ogenschijnlijk bewust bij elkaar gebracht: links gravures van een koe in de traditie van de zeventiende-eeuwse Hollandse schilderkunst uit de Gouden Eeuw, die van grote invloed was op de schilders uit de Deense Gouden Eeuw, rechts met oude Romeinse bouwwerken, die een concurrerende interesse in het classicisme verraden. Op een mahoniehouten tafeltje, naast enkele schetsboeken, staat prominent een pot met klimop, hetgeen gehechtheid en vriendschap symboliseert. Midden op de deur hangt een ovale spiegel, die staat voor de functie van de "Kunst" als spiegel van de werkelijkheid. Op de ezel zien we een deel van een landschap waarmee Sødring bezig moet zijn geweest. Opvallend detail is ook de vouwstoel, rechtsonder tegen de deur, die hij mee zal hebben genomen bij zijn schildersactiviteiten 'en plein air', waar hij nu achter zijn ezel zit.

## Typering
Portret van de landschapsschilder Frederik Sødring wordt gedomineerd door lichte, frisse, maar tegelijkertijd ingetogen koele grijstinten, met centraal op het tafeltje een opvallend rood accent in de vorm van een klein doosje, dat de aandacht naar de attributen trekt. Ook het palet van de schilder bevat felle roodtinten, alsof hij het rode doosje zelf heeft geschilderd. Alles in de compositie lijkt zorgvuldig gekozen overwogen. Tegelijkertijd heeft het werk iets ongedwongens en informeels, en straalt het een voelbare intimiteit uit: twee boezemvrienden die met elkaar in gesprek zijn. De hedendaagse kijker voelt zich teruggeplaatst in de tijd, voelt "aanwezigheid", zoals Købke die in de geest van Eckersberg nadrukkelijk nastreefde. Alsof je als toeschouwer erbij bent, je afvragend waar die twee jonge mannen met ongetwijfeld grootste toekomstdromen het over hebben. Het geeft in klein bestek een impressie van het leven zoals beide kunstenaars dat op dat moment ervoeren, waarmee gewezen zij op de invloed van de Noord-Duitse romantiek: Købke beeldt zijn vriend niet af op een wijze die zijn intellect of artistiek talent maximaal doet uitkomen, zoals toentertijd meestal gebeurde, maar als iemand die hem heel nabij staat, in een situatie en omgeving die hem dierbaar was.